# Ачхой-Мартановський район
Ачхой-Мартановський район (чеч. ТІехьа-Мартан Кloшт, рос. Ачхой-Мартановский район) - адміністративна одиниця у складі Чеченської республіки Російської Федерації. Адміністративний центр - село Ачхой-Мартан.
Район утворений 1935 року. Населення становить 83 604 осіб. Площа - 1.100 км². Району підпорядковані 12 населених пунктів, які входять до 12 сільських поселень.